# Stor-Grästjärnen (Sävars socken, Västerbotten)
Stor-Grästjärnen är en sjö i Umeå kommun i Västerbotten och ingår i Sävaråns huvudavrinningsområde. Sjön har en area på 0,0412 kvadratkilometer och ligger 280,3 meter över havet. Sjön avvattnas av vattendraget Kåtatjärnbäcken.

## Delavrinningsområde
Stor-Grästjärnen ingår i det delavrinningsområde (713853-170601) som SMHI kallar för Ovan 713816-170790. Medelhöjden är 296 meter över havet och ytan är 5,32 kvadratkilometer. Det finns inga avrinningsområden uppströms utan avrinningsområdet är högsta punkten. Kåtatjärnbäcken som avvattnar avrinningsområdet har biflödesordning 3, vilket innebär att vattnet flödar genom totalt 3 vattendrag innan det når havet efter 75 kilometer. Avrinningsområdet består mestadels av skog (98 procent). Avrinningsområdet har 0,07 kvadratkilometer vattenytor vilket ger det en sjöprocent på 1,4 procent.